# زي روبرتو

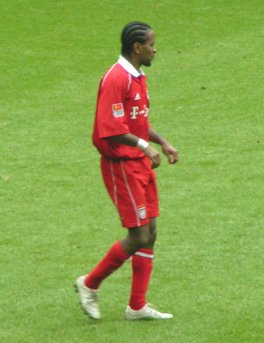
زي روبرتو

جوسيه روبيرتو دا سيلفا جينيور المعروف بزي روبرتو، من مواليد 6 يوليو 1974 في إبيرانغا في البرازيل، لاعب كرة قدم برازيلي.
بدأ مسيرته الكروية مع نادي بورتيغيزا في سنة 1994، ولعب معهم حتى سنة 1997، وشارك معهم في 61 مباراة وسجل هدف واحد، وفي سنة 1997 لعب مع نادي ريال مدريد الإسباني، وشارك معهم في 15 مباراة، وفي سنة 1998 انتقل إلى نادي فلامنغو، ولعب معهم 11 مباراة، وفي سنة 1998 انتقل إلى نادي باير ليفركوزن الألماني، ولعب معهم حتى سنة 2002، وشارك معهم في 113 مباراة وسجل 17 هدف، وفي سنة 2002 انتقل إلى نادي بايرن ميونخ الألماني، ولعب معهم حتى سنة 2006، وشارك معهم في 110 مباريات وسجل 5 أهداف، وفي سنة 2006 انتقل إلى سانتوس البرازيلي وبعدها عاد إلى بايرن ميونخ سنة 2007 ولعب معهم لمدة موسمين وبعدها عرض عليه نادي بايرن ميونخ تجديد عقده لمدة سنة لكنه رفض التجديد لسنة وانتقل إلى هامبورغ اس في الألماني بعقد يمتد لموسمين بصفقة انتقال حر بسبب انتهاء عقده مع ناديه السابق، انتقل في صيف 2011 إلى نادي الغرافة القطري ولعب معه لمدة موسم واحد وحقق بطولة كأس أمير قطر، وبعدها عاد إلى البرازيل ليلعب لنادي جريميو .
و قد لعب مع منتخب البرازيل لكرة القدم من سنة 1995 إلى 2007.

## مسيرته الكروية
لعب زي روبرتو خلال مسيرته الاحترافية مع 10 أندية في سبعة وعشرون موسمًا وسجل خلالها 51 هدفًا ضمن 600 مباراة. حيث فاز في ستة مواسم بالكأس وفي ستة مواسم بالدوري.
خاض زي روبرتو مسيرته مع نادي جمعية بورتوغيزا الرياضية في موسم 1994 واستمر معه طيلة ثلاثة مواسم، مشاركًا في 61 مباراة سجل خلالها هدفًا واحدًا. ثم انتقل إلى نادي ريال مدريد في موسم 1996–97 ولمدة موسمين، حيث شارك في 15 مباراة ولم يسجل أي هدف. لينتقل بعدها إلى نادي فلامنغو ما بين عامي 1998 و1999 لمدة موسم واحد، مشاركًا في 11 مباراة ولم يسجل أي هدف أيضًا. ثم انتقل إلى نادي باير 04 ليفركوزن في موسم 1998–99 ليلعب معه أربعة مواسم، مشاركًا في 113 مباراة سجل خلالها 17 هدفًا. هذا وانتقل لاحقًا إلى نادي بايرن ميونخ في موسم 2002–03 في المرة الأولى ليلعب معه أربعة مواسم ثم في موسم 2007–08 ولمدة موسمين، مشاركًا طوالها في 169 مباراة سجل خلالها 14 هدفًا. ثم انتقل بعدها إلى نادي سانتوس في عامي 2006-2008 ولمدة موسمين، مشاركًا في 13 مباراة سجل خلالها هدفين. ليعود وينتقل من جديد، لكن هذه المرة إلى نادي هامبورغ في موسم 2009–10 ولمدة موسمين، مشاركًا في 54 مباراة سجل خلالها 7 أهداف. لينتقل بعدها إلى نادي الغرافة في موسم 2011–12 لمدة موسم واحد، مشاركًا في 14 مباراة سجل خلالها هدفًا واحدًا. ثم لعب في نادي غريميو بورتو أليغرينزي في موسم 2012 واستمر معه طيلة ثلاثة مواسم، مشاركًا في 82 مباراة سجل خلالها 6 أهداف. ليعود ويرتحل عنه إلى نادي بالميراس في موسم 2015 واستمر معه طيلة ثلاثة مواسم، مشاركًا في 68 مباراة سجل خلالها 3 أهداف.

## روابط خارجية
- زي روبرتو على موقع الاتحاد الدولي (مؤرشف)  (الإنجليزية)
- زي روبرتو على موقع قاعدة بيانات كرة القدم.إي يو (الإنجليزية)
- زي روبرتو على موقع بيانات كرة القدم. دي إي (الألمانية)
- زي روبرتو على موقع ليكيب (الفرنسية)
- زي روبرتو على موقع ناشيونال فوتبول تيمز (الإنجليزية)
- زي روبرتو على موقع Soccerbase.com (لاعب) (الإنجليزية)
- زي روبرتو على موقع Soccerway.com (الإنجليزية)
- زي روبرتو على موقع عالم كرة القدم.نت (الإنجليزية)
- زي روبرتو على موقع كووورة